# Tagesschau (ARD)
(Frase d'introduzione pronunciata durante la sigla del notiziario)
Tagesschau è il principale notiziario di Das Erste, primo canale televisivo della ARD. È prodotto dall'affiliata NDR, che ha sede ad Amburgo.
È trasmesso in varie edizioni giornaliere, i cui orari non vanno a sovrapporsi con quelli di Heute, il telegiornale della seconda rete pubblica ZDF.

## Redazione

### Direttori
- 1964 - 1987 Karl-Heinz Köpcke
- 1987 - 1995 Werner Veigel
- 1995 - 1999 Dagmar Berghoff
- 2000 - 2004 Jo Brauner
- 2004 - 2020 Jan Hofer
- 2021 - oggi Jens Riewa

### Presentatori
- Jan Hofer (dal 1986)
- Ellen Arnhold (dal 1987)
- Jens Riewa (dal 1994)
- Claus-Erich Boetzkes (dal 1995)
- Thorsten Schröder (dal 2000)
- Laura Dünnwald (dal 2001)
- Marc Bator (dal 2001)
- Susanne Holst (dal 2001)
- Astrid Vits (dal 2004)
- Michail Paweletz (dal 2004)
- Tarek Youzbachi (dal 2004)
- Judith Rakers (dal 2005)
- Caroline Hamman (dal 2007)